# 尖吻棘鯛
尖吻棘鯛（学名：Evistias acutirostris），又名天狗旗鯛、五棘鯛、旗鯛，為輻鰭魚綱鱸形目鱸亞目五棘鯛科尖吻棘鯛屬下的一个种，分布於太平洋區，包括日本、夏威夷群島、諾福克島、澳洲、紐西蘭、豪勛爵島等海域，深度18-193公尺，本魚體略呈三角形，體高而側扁，口小，吻突出，背高，體色為灰褐色，具有5條淺色橫帶，魚鰭為淡黃色，背鰭及臀鰭呈三角形，尾鰭截形，體長可達90公分。棲息在礁石或珊瑚礁區，通常成對或小群出現，可做為食用魚及觀賞魚。

## 扩展阅读
- 維基物種上的相關：尖吻棘鯛